# Steveniella
Steveniella es un género monotípico de orquídeas de la subfamilia Orchidoideae. Su única especie, Steveniella satyrioides (Spreng.) Schltr., se distribuye por Crimea, norte de Turquía hasta el norte de Irán.

## Descripción
Es una orquídea de pequeño tamaño a medio que prefiere el clima frío. Tiene hábitos terrestres con tubérculos ovados y sólo una hoja elíptica, de color verde oliva o de color bronce, de 12.7 cm de largo y con  el tallo de 20-40 cm de altura, de color rojizo a pleno sol. La inflorescencia se produce en la primavera y se compone de 4 a 20 pequeñas (1-1,5 cm de diámetro), flores, no fragantes,  que varían en color desde completamente de  color rojo en lugares soleados a verde pálido, con los labios púrpura en la sombra.

## Distribución
Se encuentra en el Cáucaso, región de Transcaucasia, Turquía, Irak, Irán y Ucrania (Crimea). Esta rara especie crece en los claros de los bosques de robles, bajo los arbustos, en las praderas secas y lugares rocosos, en suelos calcáreos en las regiones montañosas, hasta 550 metros sobre el nivel del mar.

## Taxonomía
Steveniella satyrioides fue descrito por (Spreng.) Schltr.  y publicado en Repertorium Specierum Novarum Regni Vegetabilis 15: 295. 1918.
Etimología
Steveniella: nombre genérico otorgado en honor del botánico Christian von Steven.
Sinonimia
- Himantoglossum satyrioides Spreng., Syst. Veg. 3: 694 (1826).
- Peristylus satyrioides (Spreng.) Rchb.f., Bot. Zeitung (Berlin) 7: 868 (1849).
- Coeloglossum satyrioides (Spreng.) Nyman, Syll. Fl. Eur.: 359 (1855).
- Habenaria satyrioides (Spreng.) Benth. ex Schltr., Repert. Spec. Nov. Regni Veg. Sonderbeih. A 1: 156 (1926), nom. inval.
- Stevenorchis satyrioides (Spreng.) Wankow & Kraenzl., Repert. Spec. Nov. Regni Veg. Beih. 65: 45 (1931).
- Orchis satyrioides Steven, Mém. Soc. Imp. Naturalistes Moscou 2: 176 (1809), nom. illeg.
- Orchis satyrioides f. longibracteata Wankow, Trudy Bot. Sada Imp. Yur'evsk. Univ. 15: 292 (1914).
- Steveniella satyrioides f. longibracteata (Wankow) Soó, Repert. Spec. Nov. Regni Veg. 24: 33 (1927).
- Steveniella caucasica Garay, Harvard Pap. Bot. 2: 50 (1997), nom. illeg.
- Orchis prosteveniella P.Delforge, Naturalistes Belges 81: 187 (2000).[1]